# Ákos Haller
Ákos Haller (Budapest, 8 de diciembre de 1976) es un deportista húngaro que compitió en remo.
Ganó dos medallas de oro en el Campeonato Mundial de Remo, en los años 2001 y 2002. Además, obtuvo una medalla de plata en el Campeonato Mundial de Remo de Mar de 2007.
Participó en dos Juegos Olímpicos de Verano, en los años 2000 y 2004, ocupando el quinto lugar en Sídney 2000, en la prueba de doble scull.

## Palmarés internacional
| Campeonato Mundial | Campeonato Mundial | Campeonato Mundial | Campeonato Mundial |
| Año                | Lugar              | Medalla            | Prueba             |
| ------------------ | ------------------ | ------------------ | ------------------ |
| 2001               | Lucerna (Suiza)    | Medalla de oro     | Doble scull        |
| 2002               | Sevilla (España)   | Medalla de oro     | Doble scull        |